# Большие Хирлепы
Больши́е Хирле́пы (чув. Мăн Хирлеп) — деревня в Вурнарском районе Чувашской Республики. Входит в состав Азимсирминского сельского поселения.

## География
Находится в центральной части Чувашии, на расстоянии приблизительно 18 км на север-северо-запад по прямой от районного центра поселка Вурнары на левобережье речки Хирлеп.

## История
Известна с 1859 года как околоток деревни Четвёртая Тинсарина (ныне не существует), когда здесь было учтено 45 дворов и 216 жителей. В 1906 году был учтен 61 двор и 299 жителей, в 1926 — 65 дворов, 320 жителей, в 1939—372 жителя, в 1979—186. В 2002 году было 76 дворов, в 2010 — 65 домохозяйств. В 1931 году был образован колхоз «Строитель», в 2010 действовали ООО "Агрофирма «Фавн», ООО "Агрофирма «Бизон»
.

## Население
Постоянное население составляло 225 человека (чуваши 99 %) в 2002 году, 185 в 2010.